# Vilmos Zsigmond
Vilmos Zsigmond (Szeged, 16 de junho de 1930 - Big Sur, 1 de janeiro de 2016) foi um diretor de fotografia húngaro-americano.
Conhecido como o “o poeta-mágico”, em 2003 uma pesquisa realizada com os membros do Sindicato Internacional de Cinematógrafos elegeu Zsigmond como um dos diretores de fotografia mais influentes da história.

## Biografia
Zsigmond nasceu em Szeged, Hungria, filho de Bozena, uma administradora, e Vilmos Zsigmond, um famoso jogador de futebol e técnico. Estudou cinema na Academia de Drama e Filme, em Budapeste. Recebeu um Mestrado em Artes em cinematografia. Trabalhou em um estúdio de Budapeste por cinco anos antes de se tornar diretor de fotografia. Junto com seu amigo László Kovács mostrou os eventos da Revolução Húngara de 1956 em Budapeste em mais de 9.000 m de película, fugindo para a Áustria logo depois.
Em 1962, ele se naturalizou americano. Estabeleceu-se em Los Angeles e trabalhou em um laboratório de fotografia como técnico e fotógrafo. Na década de 1960, fotografou vários filmes independentes de baixo orçamento e educacionais, enquanto buscava entrar para a indústria do cinema. Em alguns desses filmes foi creditado como "William Zsigmond".
Zsigmond ganhou proeminência na década de 1970 depois de ser contratado por Robert Altman como diretor de fotografia em McCabe & Mrs. Miller (1971). Outros filmes notáveis fotografados por ele incluem Deliverance (1972), The Long Goodbye (1973), The Sugarland Express (1974), The Deer Hunter (1978), Heaven's Gate (1980) e Maverick (1994).
Ele venceu o Oscar de Melhor Fotografia em 1978 por seu trabalho em Close Encounters of the Third Kind; sendo indicado em 1979 por The Deer Hunter, em 1985 por The River, e em 2007 por The Black Dahlia.